# Лискарролл
Лискарролл (англ. Liscarroll; ирл. Lios Cearúill, «форт Кэрролла») — деревня в Ирландии, находится в графстве Корк (провинция Манстер). Главная достопримечательность — замок Лискарролл.

## Демография
Население — 256 человек (по переписи 2006 года). В 2002 году население составляло 256 человек.
Данные переписи 2006 года:
| Общие демографические показатели |               |                               |                               |      |      |
| Всё население                    | Всё население | Изменения населения 2002—2006 | Изменения населения 2002—2006 | 2006 | 2006 |
| 2002                             | 2006          | чел.                          | %                             | муж. | жен. |
| 256                              | 256           | -                             | -                             | 124  | 132  |